# Commission pontificale pour l'État de la Cité du Vatican
Pour les autres articles nationaux ou selon les autres juridictions, voir Commission pontificale.
Palais du Gouvernorat
La Commission pontificale pour l'État de la Cité du Vatican (en italien : Pontificia commissione per lo Stato della Città del Vaticano ; en latin : Pontificia Commissio pro Civitate Vaticana) est l'institution monocamérale exerçant le pouvoir législatif au Vatican au nom du Souverain pontife.
La commission est composée d'une présidente et de cardinaux, nommés pour cinq ans. Elle a été créée en 1939 par Pie XII.
Les lois ou dispositions générales sont toutes publiées dans un supplément spécial des Acta Apostolicae Sedis qui correspondent au Journal Officiel du Vatican.
L'exercice du pouvoir exécutif est aussi confié au cardinal président de la Commission pontificale pour l’État de la Cité du Vatican ; dans cette fonction, il porte le nom de président du Gouvernorat de l'État de la Cité du Vatican.
C'est de lui que dépendent les directions et les offices centraux qui forment le gouvernement.

## Membres actuels
| Fonction   | Cardinal              | Pays         | Autres fonctions                                                                                 |
| ---------- | --------------------- | ------------ | ------------------------------------------------------------------------------------------------ |
| Présidente | Raffaella Petrini     | Italie       | Présidente du Gouvernorat de l'État de la Cité du Vatican                                        |
| Membres    | Kevin Farrell         | États-Unis   | Camerlingue de la Sainte Église romaine Préfet du Dicastère pour les laïcs, la famille et la vie |
| Membres    | Claudio Gugerotti     | Italie       | Préfet de la Congrégation pour les Églises orientales                                            |
| Membres    | Arthur Roche          | Royaume-Uni  | Préfet du Dicastère pour le culte divin et la discipline des sacrements                          |
| Membres    | Leonardo Sandri       | Argentine    | Préfet de la Congrégation pour les Églises orientales                                            |
| Membres    | Lazarus You Heung-sik | Corée du Sud | Préfet du Dicastère pour le clergé                                                               |

## Liste des présidents
- Cardinal Nicola Canali, 1939–1961
- Cardinal Alberto di Jorio, 1961–1968
- Cardinal Sergio Guerri, 1968–1981, pro-président
- Mgr Paul Marcinkus, 1981–1984, pro-président
- Cardinal Sebastiano Baggio, 1984–1990
- Cardinal Rosalío José Castillo Lara, 1990–1997
- Cardinal Edmund Casimir Szoka, 1997–2006
- Cardinal Giovanni Lajolo, 2006–2011
- Cardinal Giuseppe Bertello, 1er octobre 2011-1er octobre 2021
- Cardinal Fernando Vérgez Alzaga, L.C., 1er octobre 2021-1er mars 2025
- Sœur Raffaella Petrini, F.S.E (en), à partir du 1er mars 2025